# Summer Sampler
Summer Sampler é o EP de estreia do grupo de rock alternativo Echosmith, lançado pela gravadora Warner Bros. Records. O EP é composto de três faixas, foi disponibilizado para descarga digital no site do grupo e também disponíbilizado para streaming no Spotify. O álbum foi gravado e lançado entre 31 de Maio a 11 de Junho de 2013, tendo uma faixa lançada por semana.
O processo de divulgação do EP  começou em 31 de maio de 2013 com o lançamento do single "Come Together".
A segunda canção "Cool Kids", foi lançada em 4 de junho de 2013. A terceira e última canção "Talking Dreams", foi lançada em 11 de junho de 2013. A banda tocou todas as músicas durante a Vans Warped Tour em 2013.

## Faixas
| N.º | Título           | Duração |  |
| 1.  | "Come Together"  | 4:41    |  |
| 2.  | "Cool Kids"      | 4:09    |  |
| 3.  | "Talking Dreams" | 3:10    |  |